# Prix Mikael-Agricola
Le prix Mikael-Agricola (en finnois : Mikael Agricola -palkinto) est un prix littéraire finlandais. 

## Description
Il est décerné pour récompenser la qualité exceptionnelle d'une traduction en finnois d'une œuvre littéraire.
Le prix a été fondé en 1957, pour le 400e anniversaire de la mort de Mikael Agricola l'évêque de Turku et acteur de la Réforme protestante Mikael Agricola.
Le montant du prix est de 10 000 euros.
Le récipiendaire reçoit aussi comme prix tournant la statuette Talonpoika de Ben Renvall.

## Lauréats
La liste des lauréats est la suivante:
| - 1958 J. A. Hollo - 1959 Yrjö Kivimies - 1960 Kristiina Kivivuori - 1961 Juhani Konkka - 1962 Eila Pennanen - 1963 Juha Mannerkorpi - 1964 Eeva-Liisa Manner - 1965 Pentti Saarikoski - 1966 Kai Kaila - 1967 Jouko Linturi - 1968 Aarno Peromies - 1969 Juhani Jaskari - 1970 Esa Adrian - 1971 Eila Pennanen - 1972 Miriam Polkunen - 1973 Elvi Sinervo - 1974 Hannu Launonen - 1975 Matti Rossi - 1976 Pentti Saaritsa - 1977 Juhani Koskinen - 1978 Ulla-Liisa Heino - 1979 Seppo Loponen - 1980 Sinikka Kallio - 1981 Oili Suominen - 1982 Paavo Lehtonen - 1983 Arto Häilä - 1984 Esa Adrian - 1985 Annikki Suni - 1986 Markku Mannila - 1987 Pentti Saaritsa - 1988 Vesa Oittinen - 1989 Sirkka Suomi | - 1990 Inkeri Tuomikoski - 1991 Kyllikki Härkäpää - 1992 Pertti Nieminen - 1993 Kaarina Ripatti - 1994 Taisto Nieminen - 1995 Marja Alopaeus - 1996 Seppo Loponen - 1997 Raija Jänicke - 1998 Kristiina Drews - 1999 Kersti Juva - 2000 Antero Tiusanen - 2001 Erkki Kirjalainen - 2002 Liisa Ryömä - 2003 Kai Nieminen - 2004 Anna-Maija Viitanen - 2005 Kaijamari Sivill - 2006 Anu Partanen - 2007 Caj Westerberg - 2008 Annikki Suni (Marcel Proust ') - 2009 Outi Hassi (György Dragomán ') - 2010 Ville Keynäs (François Rabelais) - 2011 Jukka-Pekka Pajunen (Herta Müller) - 2012 Kaisu Lahikainen (Ene Mihkelson) - 2013 Tapani Kärkkäinen (Olga Tokarczuk) - 2014 Ilona Nykyri (Hans Fallada) - 2015 Juhani Lindholm (Thomas Pynchon), - 2016 Vappu Orlov (Mikhaïl Chichkine) - 2017 Tuomas Kauko (Sjón) - 2018 Jaana Nikula (Johanna Holmström) - 2019 Arja Pikkupeura (Lioudmila Oulitskaïa) - 2020 Helene Bützow (Kazuo Ishiguro) |